# Royston Sta María
Royston Sta María (nacido el 24 de noviembre de 1951, en Malaca), es un cantante y compositor malayo.

## Biografía
Royston asistió a la St. Francis Institución donde obtuvo un  2 grado, por medio de un certificado de estudios en el extranjero y de Educación de Malasia.
Roy tomó interés por la música y  comenzó desde muy temprana edad, ganó en la escuela tras participar en un concurso de talentos. Al terminar la secundaria, Sta. María tuvo la oportunidad de desarrollar sus intereses musicales cuando se le ofreció a unirse a una banda de su padre como bajista. A los 19 años, Sta Maria ya actuaba cada noche en un hotel llamado  "New Straits View en Johor Bahru".
Después de 2 años de tocar en los clubes nocturnos y realizar pistas de piso-shows, Sta. María decidió dejar su banda y pasar en los jardines más verdes en Kuala Lumpur. En Kuala Lumpur, Sta. María decidió estudiar un curso de gestión en la industria hotelera. Para mantenerse, Sta Maria trabajó como camarero en un café en el edificio "Fitzpatrick" en Jalan Raja Chulan. Roy, sin embargo, no llegó a terminar su curso de hotel, aunque estaba más interesado por la música.

## Sta Maria & Fran
Fue a partir de este primer encuentro que Sta María decidió formar un dúo con Fran. Se llamaba "Roy & Fran". Una noche, mientras estaban actuando en un café, S. Atan, un productor de música de Malasia, que asistió a una cena y los vio cantar. EMI ofreció a Sta. María y Fran un contrato de grabación y posteriormente lanzaron su álbum debut en 1982 titulado "Dia Siapa Sebelum Daku".

## Carrera
Sta Maria emigró a Perth para estar con su familia desde 1988. Todavía se mantiene activo en la industria de la música en Australia y lleva a cabo ofreciendo presentaciones en hoteles y clubes. También tuvo la oportunidad de cantar con Erra Fazira, que se encontraba en Perth hace varios años con 100 de sus seguidores en vacaciones.
En 2011, Sta María fue invitado para tocar con Fran en su concierto más grande en solitario titulado "Konsert Keunggulan 33 Tahun Francissca Pedro". Además tiene planeado de lanzar un álbum nostálgico.

## Premios
- RTM 3rd Pesta Lagu

Second Place for "Berakhir Kemarau Di Hati" performed by Fauziah Ahmad Daud.  The song went on to represent Malaysia at the 3rd Asean Song Festival held in Singapur.
- 1st & 2nd Golden Kite Song Festival

Second Place for "Babak Cinta Terakhir" performed by Zainal Abidin. 
- World Peace Song Festival
- Asean Song Festival

Second Placing for "Mulanya Di Sini" performed by Freedom. The song also helped propel the Freedom band who performed it to stardom. Not long after, Malaysia Airlines adopted the song as their jingle and theme song in their promotions.